# 孤舟
《孤舟》（英語：A Lonely Hero’s Journey）是一部由爱奇艺与幸福蓝海影视文化集团股份有限公司联合出品，《天下无贼》的林黎胜编剧执导，曾舜晞、张颂文、陈都灵、王玉雯领衔主演的中国悬疑谍战剧。2024年8月6日至23日，此剧在江苏卫视、东方卫视与北京卫视上星播出，与爱奇艺、优酷视频同步上线，全网有效播放量突破10亿次。

## 演员阵容
- 曾舜晞 饰演 顾易中
- 陈都灵 饰演 张海沫
- 张颂文 饰演 周知非
- 王玉雯 饰演 肖若彤
- 张丰毅 饰演 顾希形
- 周一围 饰演 李先生
- 印小天 饰演 胡之平
- 叶青 饰演 顾慧中
- 赵滨 饰演 罗武强
- 张瑶 饰演 翁太（客串）

## 制作
2023年4月3日宣布杀青。